# بابلو بريجيوني
وبابلو بريجيوني (بالإسبانية: Pablo Prigioni) مواليد 17 مايو 1977، هو لاعب كرة سلة أرجنتيني يلعب مع فريق هيوستن روكتس في الرابطة الوطنية لكرة السلة ويحمل الرقم 9. يبلغ طوله 6 قدم 3 بوصة (1.9 م).

## فرق لعب لها
- نيويورك نيكس
- هيوستن روكتس

## الميداليات
| الميدالية | المسابقة                             |
| --------- | ------------------------------------ |
| فضية      | بطولة أمم الأمريكتين لكرة السلة 2003 |
| فضية      | بطولة أمم الأمريكتين لكرة السلة 2007 |
| برونزية   | بطولة أمم الأمريكتين لكرة السلة 2009 |
| ذهبية     | بطولة أمم الأمريكتين لكرة السلة 2011 |

## روابط خارجية
- بابلو بريجيوني على موقع الاتحاد الدولي لكرة السلة (الإنجليزية)
- بابلو بريجيوني على موقع الدوري الأوروبي لكرة السلة (الإنجليزية)
- بابلو بريجيوني على موقع إن بي أي (الإنجليزية)
- بابلو بريجيوني على موقع سبورتس رفرنس (الإنجليزية)
- بابلو بريجيوني على موقع الدوري الإسباني لكرة السلة (الإسبانية)
- بابلو بريجيوني على موقع كرة السلة الأوروبية.كوم (الإنجليزية)
- بابلو بريجيوني على موقع إي إس بي إن.كوم (الإنجليزية)
- بابلو بريجيوني على موقع ريلجم (الإنجليزية)
- بابلو بريجيوني على موقع بروبوليرز (الإنجليزية)
- بابلو بريجيوني على موقع سبورتس رفرنس (الإنجليزية)